# Großhöhenrain

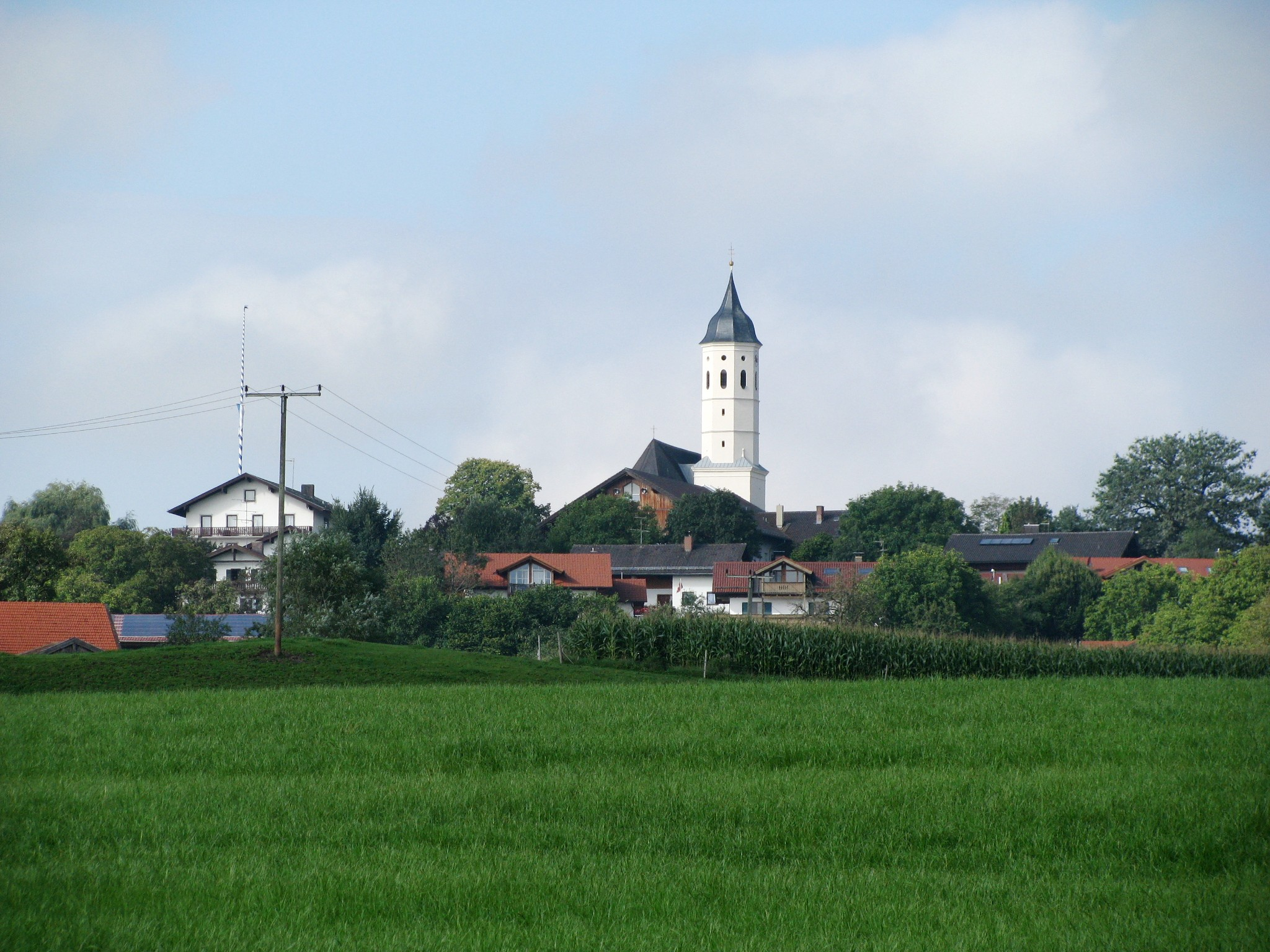
Großhöhenrain von Osten

Großhöhenrain ist ein Pfarrdorf in Oberbayern und ein Gemeindeteil von Feldkirchen-Westerham im Landkreis Rosenheim.

## Geographie
Das Dorf liegt im Osten der Gemeinde auf einer Höhe von 606,6 m ü. NN und hat 446 Einwohner (Stand 31. Dezember 2004).
Großhöhenrain bildet zusammen mit Kleinhöhenrain den Gemeindeteil Höhenrain.

## Geschichte
Urkundlich wird Höhenrain erstmals im Jahr 828 genannt. 1818 wurde mit dem Gemeindeedikt in Bayern die Gemeinde Großhöhenrain gegründet, die die Orte Großhöhenrain und Kleinhöhenrain umfasste. Die Gemeinde wurde 1875 in Höhenrain umbenannt. Höhenrain war bis 1978 eine eigenständige Gemeinde, die im Zuge der Gebietsreform in Bayern in der Gemeinde Feldkirchen-Westerham aufging.

## Sehenswürdigkeiten
- Die Pfarrkirche St. Michael stammt aus dem Jahr 1697.
- Das Schloss Höhenrain war seit etwa 1000 n.  Chr. im Besitz des Geschlechts der Höhenrainer. 1483 ererbte Georg von Höhenrain die Reichsherrschaft Waldeck von seinem Onkel mütterlicherseits, starb aber bereits 1487 als letzter seines Stammes. Das Schloss ging danach an die Taufkirchner über. 1917 erwarb der Münchner Verein für Ferienkolonien das Schloss. Der Verein verkaufte 1977 das Schloss an Paul Holzfurtner, der es restaurierte. Es fanden daraufhin Antiquitäten-Ausstellungen, Konzerte und Kunstausstellungen statt. Nach einigen Jahren Leerstand ist das Schloss seit 2015 in privater Hand.

## Sonstiges
In Großhöhenrain befindet sich eine vollbiologische Kläranlage für den nördlichen Teil der Gemeinde (ausgelegt für 1.600 Einwohner). Außerdem befinden sich im Ort eine Grundschule, ein Kindergarten, eine Bäckerei und zwei Kramerläden.

## Wirtschaft
Der Ort ist überregional bekannt durch das Unternehmen Höhenrainer Delikatessen, das Wurstwaren aus Putenfleisch herstellt. Weiter ist das Unternehmen VanEssa mobilcamping hier beheimatet, welches Campingmöbel für Alltagsfahrzeuge produziert.

## Persönlichkeiten
- Mely Lagarst (1889–1947), Theater- und Stummfilmschauspielerin